# Dhulikhel
Dhulikhel (nep. धुलिखेल) – miasto w środkowym Nepalu; w prowincji numer 3. Według danych szacunkowych na rok 2011 liczyło 16 263 mieszkańców .